# Anders Larson
Kurt Anders Larson (* 14. Februar 1958 in Borås) ist ein ehemaliger schwedischer Ruderer. Er gewann 1983 Weltmeisterschaftsbronze im Vierer ohne Steuermann.
Der 1,90 m große Anders Larson erreichte 1978 und 1979 mit dem schwedischen Achter den sechsten Platz beim Match des Seniors, einem Vorläuferwettbewerb der U23-Weltmeisterschaften. Ebenfalls 1979 belegte er zusammen mit Anders Wilgotson im Zweier ohne Steuermann den neunten Platz bei den Weltmeisterschaften. 1980 erreichten die beiden das A-Finale bei den Olympischen Spielen in Moskau und ruderten auf den sechsten Platz. Bei den Weltmeisterschaften 1982 belegten sie den zehnten Platz. 
1983 bildeten Anders Wilgotson, Hans Svensson, Lars-Åke Lindqvist und Anders Larson einen Vierer. Bei den Weltmeisterschaften in Duisburg siegte das Boot aus der BRD vor dem Boot aus der Sowjetunion. Vier Sekunden dahinter gewannen die Schweden die Bronzemedaille mit fast einer Sekunde Vorsprung auf das Boot aus der DDR. Bei den Olympischen Spielen 1984 in Los Angeles trat der schwedische Vierer in der Vorjahresbesetzung an und belegte den sechsten Platz. Nach zwei Jahren Pause nahm Larson 1987 noch einmal im Vierer an den Weltmeisterschaften in Kopenhagen teil und belegte den zehnten Platz. Bei den Olympischen Spielen 1988 in Seoul erreichten Folke Brundin, Per-Olof Claesson, Anders Larson und David Svenssson ebenfalls den zehnten Platz.